# 고성 옥천사 청동북
고성 옥천사 청동북(固城 玉泉寺 靑銅金鼓)는 대한민국 경상남도 고성군 개천면 북평리, 옥천사에 있는 고려시대의 의식법구이다. 1968년 12월 19일 대한민국의 보물 제495호로 지정되었다.

## 개요
고성 옥천사 청동북(固城 玉泉寺 靑銅金鼓)은 반자란 절에서 사용하는 금속으로 만든 일종의 타악기이다. 금고 또는 금구라고도 하며 절에서 대중을 불러모으거나, 급한 일을 알리는데 사용한 도구이다.
이 반자는 지름 55cm, 너비 14cm로, 표면에 굵고 가는 선으로 4개의 테두리를 둘러 4개의 원을 만들었다. 중심원에는 6개의 둥근 연꽃열매가 돌출 되어 있으며, 그 다음 원에는 연꽃잎이 겹쳐서 도드라지게 새겨있다. 가장 바깥 원에는 덩굴무늬가 도드라지게 새겨져 있고, 그 안쪽의 원에는 아무런 무늬가 없다.
옆면은 중앙에 굵게 돌출된 선이 있어 위 아래로 구분되고, 선 위로 둥근 모양의 고리가 3개 있어 매달 수 있게 되어 있다. 옆면 위쪽에 쓰인 글로 미루어 보아 고려 고종 39년(1252)에 제작되었음을 알 수 있다.
이 반자는 처음부터 옥천사에서 전해진 것이 아니라 지리산 안양사의 것이었는데, 언제부터 옥천사에 보관하였는지는 알 수 없다.
이 반자는 무늬가 뚜렷하고 손상이 없으며, 옆면의 글을 통해 만든 시기와 유래, 관계자의 성명을 알 수 있는 매우 귀중한 자료이다.

## 같이 보기
- 옥천사

## 참고 자료
- 고성 옥천사 청동북 - 국가유산청 국가유산포털